# Fête de la Musique

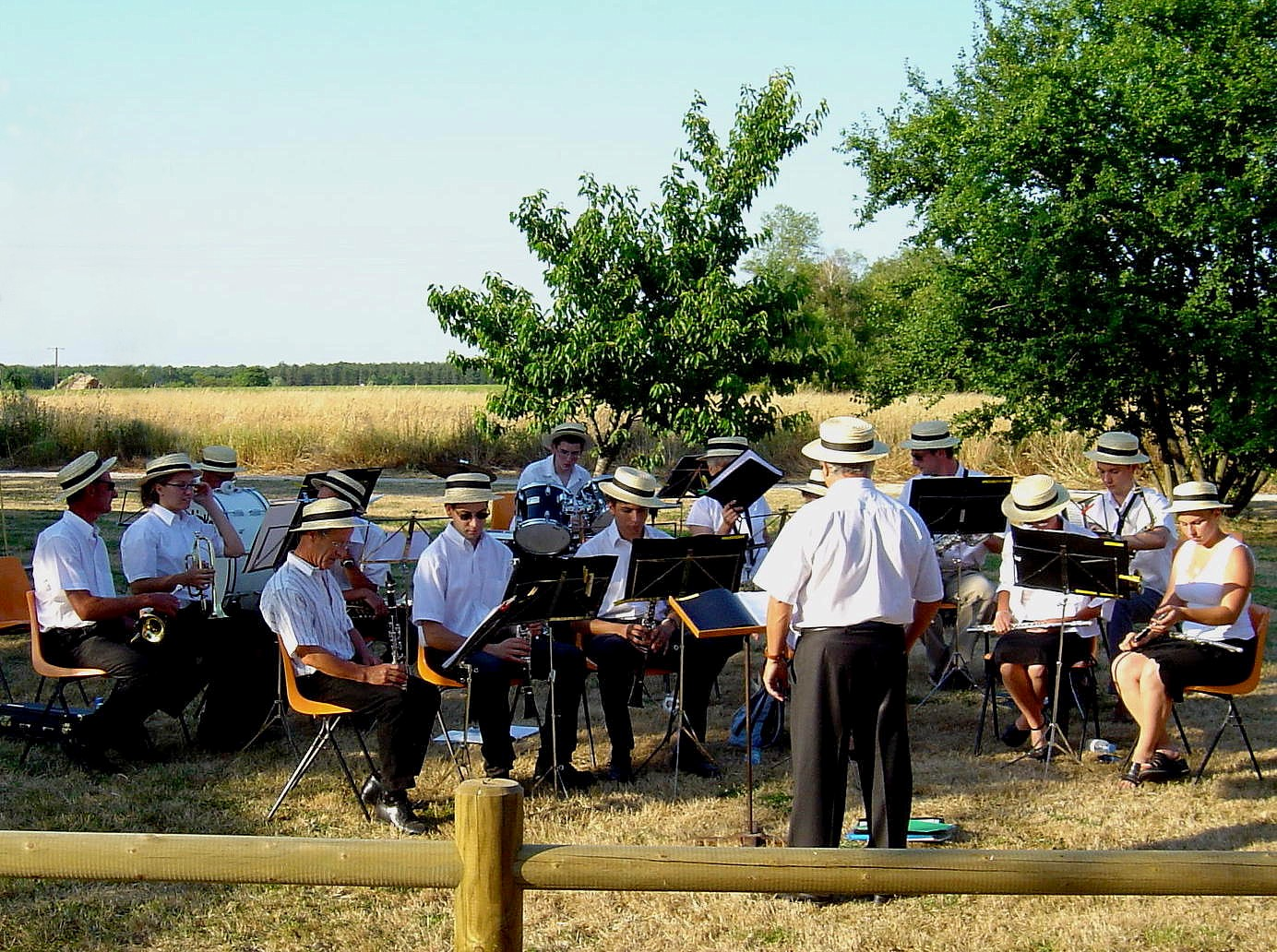
Fête de la Musique
in Buisson/Frankreich, 2005

Die Fête de la Musique (französisch für ‚[das] Fest der Musik‘) ist eine Veranstaltung, bei der Amateur- und Berufsmusiker, Performer im Bereich Musik, DJs usw. im öffentlichen Raum honorarfrei auftreten. Sie findet jedes Jahr am 21. Juni, dem kalendarischen Sommeranfang, statt. Die Fête de la Musique wird z. B. in Belgien, Deutschland, Frankreich, Griechenland, Italien, Österreich, Polen, der Schweiz, Slowenien, Tschechien, der Türkei und Ungarn gefeiert.
Die Veranstaltung hat 1982 mit einem Straßenfest in Paris begonnen und gilt inzwischen als das größte Musikfest der Welt. Im Jahr 2022 wurde die Fête de la Musique weltweit in rund 1300 Städten, davon über die Hälfte in Europa, gefeiert.
Die Standplätze der Veranstaltung sind zum Beispiel auf öffentlichen bzw. öffentlich zugänglichen Plätzen, Fußwegen/Wegen, in Parks/Gärten/Vorgärten/Höfen, vor bzw. in Cafés/Bars/Kneipen/Restaurants, Museen/Galerien, Kirchen, Kiosken/Geschäften usw. Es wird kein Eintrittsgeld verlangt.

## Ursprung in Frankreich 1981/1982

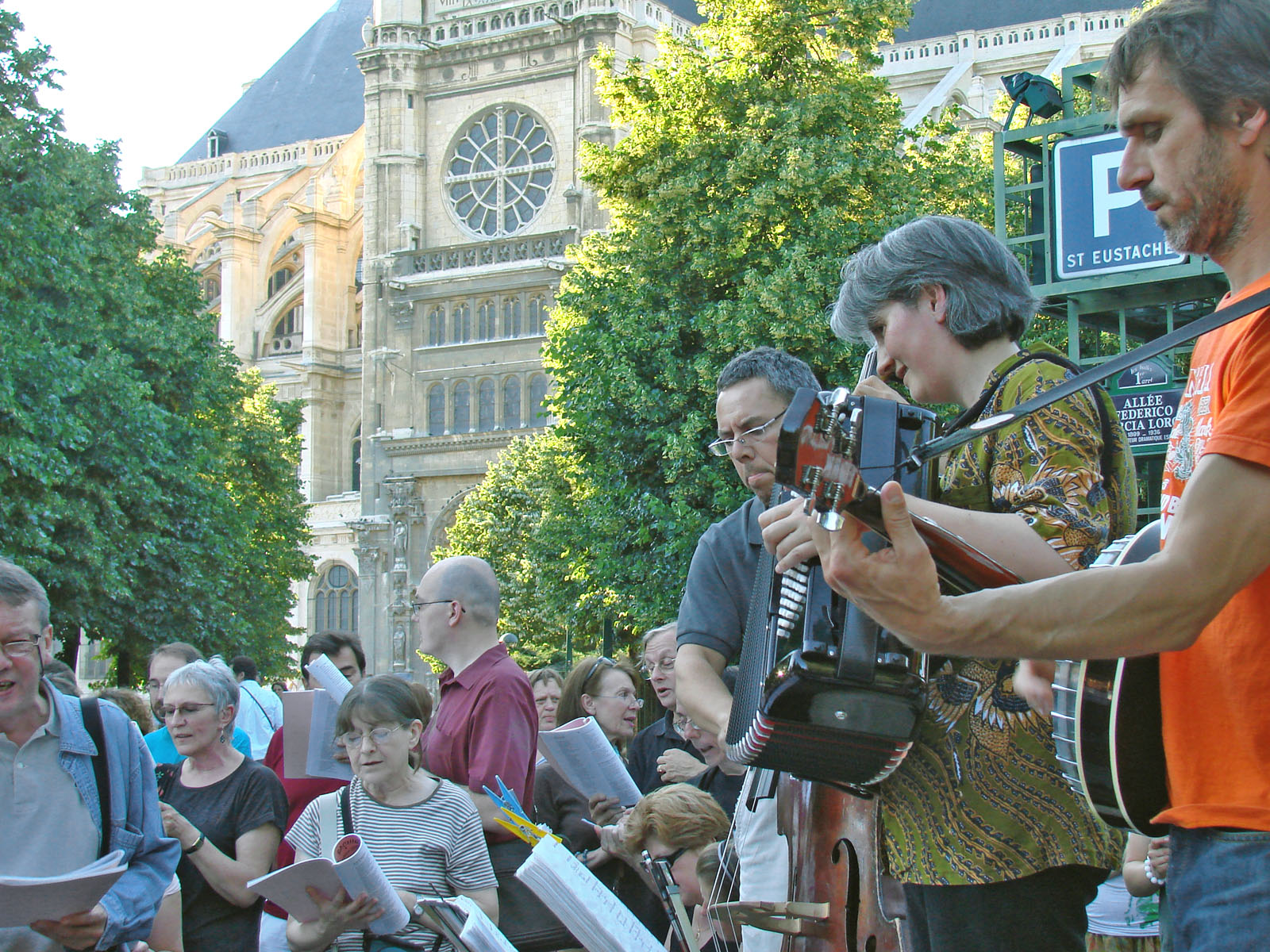
Fête de la Musique in Paris, 2008

Das Fest geht auf eine Initiative von Jack Lang im Jahr 1981 zurück, als er französischer Kulturminister während der Präsidentschaft von François Mitterrand war. Die erste offizielle Fête de la Musique fand am 21. Juni 1982 in Paris statt. Das Fest wird seitdem landesweit begangen und ist im Laufe der Jahrzehnte immer populärer geworden.

## Ausbreitung in Deutschland
In den deutschen Städten, in denen die Fête de la Musique stattfindet, gibt es lokale Ansprechpartner, die die Aktivitäten organisieren. Im Jahr 2018 gründete sich das Fête de la Musique-Netzwerk Deutschland. Zentral werden von dort aus deutschlandweite Aktionen geplant. Das Netzwerk ist eng mit dem internationalen Netzwerk verbunden. Laut dem Musikzentrum Hannover, das die Lizenzvergabe seit 2018 innehat, wurde die Fête de la Musique deutschlandweit 2024 in über 140 Städten veranstaltet.

### München
Im Jahr 1985 nahm München als erste deutsche Stadt die Idee der Fête de la Musique auf. Allerdings ist es die Intention gewesen, nicht nur an einem Tag zu musizieren und zu feiern, wodurch die Europa-Tage der Musik entstanden sind. Inzwischen ist diese Veranstaltung nicht mehr auf München beschränkt, sondern findet in ganz Bayern statt. Die eigentliche Fête de la Musique wird in München seit 2007 mit Unterstützung des Münchner Institut français gefeiert.

### Berlin

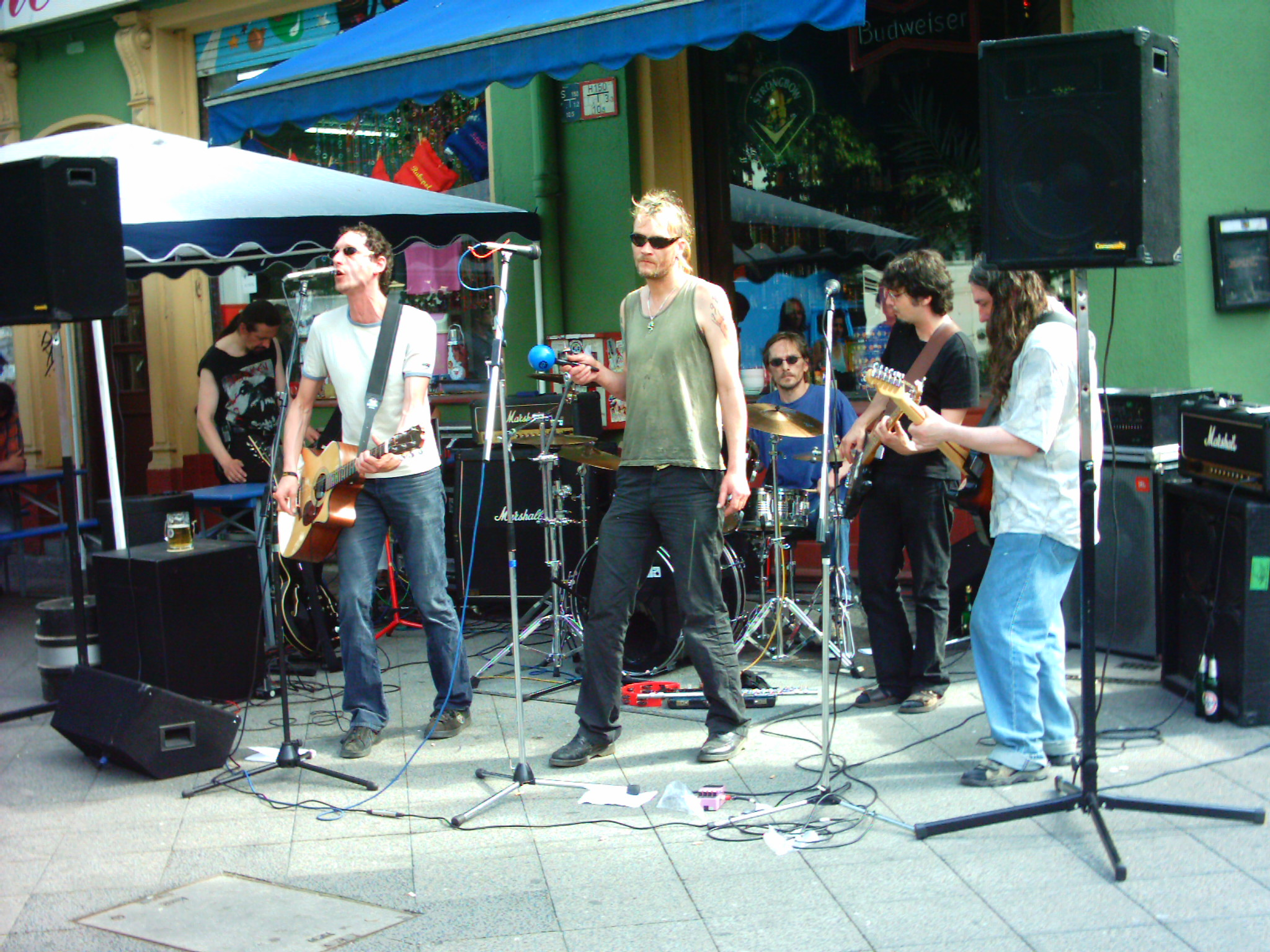
Fête de la Musique in Berlin-Kreuzberg, 2005

Seit dem Jahr 1995 wird die Fête de la Musique in Berlin – besonders in den Stadtteilen Kreuzberg und Friedrichshain aber auch in allen anderen Bezirken – gefeiert. In Friedrichshain versammeln sich zum Beispiel eine Vielzahl von Künstlern und Straßenmusikern auf der Warschauer Brücke und auf dem RAW-Gelände. In Berlin gab es im Juni 2019 über 600 offizielle Einzel-Veranstaltungen an mehr als 160 Standorten. Die Fête de la Musique Berlin wurde von 1995 bis 2017 durch Simone Hofmann als Geschäftsführerin organisiert von der Fête Company, die Mitglied des Kooperationsnetzwerkes der Berliner Musikwirtschaft Berlin Music Commission ist. Seit 2018 ist das Musicboard Berlin unter Leitung von Katja Lucker mit der Durchführung der Veranstaltung betraut. Björn Döring ist seitdem der Kurator der Veranstaltung in Berlin. Seit 2018 stellt die Fête de la Musique Berlin einen Bezirk in den besonderen Blickpunkt ihres Musikfestes. 2018 machte Berlin-Lichtenberg den Anfang der Fokus-Bezirk-Idee, 2019 folgte Treptow-Köpenick.

### Netzwerk Fête de la Musique Deutschland
Seit 2018 wird die Lizenzvergabe vom Musikzentrum Hannover gesteuert.  Aufgrund der wachsenden Zahl an Städten, Gemeinden, Vereinen, Instituts Français und insbesondere ehrenamtlichen Veranstaltenden, die die Fête de la Musique ausrichten, wurde der Bedarf nach einer zentralen Netzwerkkoordination deutlich. Die Koordination stärkt die Veranstalter, bietet fachliche Unterstützung und fördert den Austausch unter den Beteiligten. 
Seit 2023 liegt die Verantwortung für die Netzwerkkoordination bei Morena Piro, die als zentrale Ansprechpartnerin fungiert. Unter ihrer Leitung kam es 2024 zu einem Zusammenschluss mit dem „Tag der Musik“ des Deutschen Musikrats und zahlreichen Verbänden der Musikwirtschaft, wodurch das Netzwerk weiter gestärkt und der Austausch auf nationaler sowie internationaler Ebene intensiviert wurde. Als Vertretung des deutschen Netzwerks werden von hier aus internationale Projekte initiiert und Kooperationen gepflegt. 

### Weitere Städte und Chronologie
Die Zahl der beteiligten Städte wächst stetig. Im Frühjahr 2024 sind es bereits über 140 Veranstaltungsorte. In folgenden Städten wird seit dem Beginn des 21. Jahrhunderts ebenfalls die Fête de la Musique begangen:
- seit 1995: Berlin
- seit 2001: Kamenz
- seit 2002: Görlitz
- seit 2003: Dresden[6] und Magdeburg
- seit 2004: Potsdam und Kassel
- seit 2005: Stuttgart und Weingarten
- seit 2006: Saarbrücken und Weimar
- seit 2007: München, Greifswald, Halle an der Saale, Leipzig und Saarbrücken
- seit 2008: Darmstadt, Essen, Hannover, Lübeck und Meiningen
- seit 2009: Hanau, Quedlinburg, Rostock und Wolfenbüttel
- seit 2010: Erfurt
- seit 2011: Aachen, Annaberg-Buchholz, Erlangen, Löbau und Recklinghausen
- seit 2012: Bamberg, Bremen, Rathenow, Weilburg und Wolfsburg
- seit 2013: Aschersleben, Bühl, Burg, Dessau, Frankfurt am Main, Hennigsdorf, Homburg, Hoyerswerda, Jena, Karlsruhe, Köln, Landau in der Pfalz, Plaue, Salzwedel und Sangerhausen
- seit 2014: Hamburg[7], Gera, Lychen und Falkensee
- seit 2015: Chemnitz[8] und Friedberg (Bayern)
- seit 2018: Pulsnitz und Mühlhausen/Thüringen[9]
- 2019: erstmals in Hohen Neuendorf, Pößneck, Apolda, Gehrden, Otterndorf, Wittstock und Zwönitz
- seit 2020: Eisenberg (Thüringen)
- seit 2021: Dossenheim, Neustrelitz[10]
- seit 2021: Ellingen
- seit 2023: Brandenburg a. d. Havel
- seit 2024: Naumburg (Saale), Sonneberg

## Österreich
- 2021, Wien[11]
- 2022, Innsbruck veranstaltet einen Open-Air-Auftritt von Chören, ohne ihn direkt Fête de la Musique zu nennen.[12]

## Schweiz
- 2019, 2022 Arenenberg, von einer Initiative aus Zürich organisiert, von 2015 bis 2018 in Zürich[13]

## Grundgedanke
Die Grundidee des Festes ist:
- Motivierung der regionalen Musikszene, um an diesem Tag im öffentlichen Raum honorarfrei aufzutreten
- kostenfreier Zugang zu allen Konzerten
- musikalische Vielfalt
- Spontanität
- die Stadt soll an diesem Tag voller Musik und Klänge sein, um den Sommeranfang zu begehen.

Mit Beantragung der Lizenz zur Teilnahme und Ausrichtung einer Fête de la Musique stimmen alle dem internationalen General Agreement und somit den Prinzipien der Fête de la Musique zu.

## Phänomenologie
Das Fest hat sich in französischen Städten zu einer Manifestation der Event-Kultur und damit zu einer Art Selbstläufer entwickelt. Die sommerliche Abendstimmung hat großen Anteil an der Atmosphäre des Festes. Kritisiert wird zum Teil mittlerweile allerdings, dass Kioske, ambulante Verkäufer usw. das Musikfest zu einer Fête de la Bière (Bierfest, Oktoberfest) bzw. Fête de la Bouffe (wörtlich: „Fressfest“) machen, wodurch der unkommerzielle und rein musikalische Grundgedanke der Fête in manchen Städten ins Hintertreffen gerät.

## Einzelbelege
1. ↑  Größtes Musikfest der Welt: „Fête de la Musique“ im Norden. In: NDR.de, Stand 21. Juni 2022, abgerufen am 22. Mai 2024.
2. ↑  Website des Deutschland-Netzwerks, abgerufen am 4. März 2024.
3. 1 2  Fête de la Musique Deutschland. Musikzentrum Hannover gGmbH, abgerufen am 22. Mai 2024.
4. ↑  Fête de la Musique: In Berlin – abgerufen am 6. Dezember 2019.
5. ↑  Webseite der Berliner Fête de la Musique.
6. ↑  offizielle Webseite der Organisatoren der Fête de la Musique Dresden (Seite nicht mehr abrufbar, festgestellt im März 2025. Suche in Webarchiven)  Info: Der Link wurde automatisch als defekt markiert. Bitte prüfe den Link gemäß Anleitung und entferne dann diesen Hinweis..
7. ↑  Fete de la Musique in Hamburg. In: Fête de la Musique Hamburg. Abgerufen am 20. Juni 2025.
8. ↑  Fete de la Musique in Chemnitz. In: Fête de la Musique Chemnitz. Abgerufen am 20. April 2016 (deutsch).
9. ↑  Fête de la Musique – Mühlhausen. Archiviert vom Original (nicht mehr online verfügbar) am 21. November 2018; abgerufen am 21. November 2018.  Info: Der Archivlink wurde automatisch eingesetzt und noch nicht geprüft. Bitte prüfe Original- und Archivlink gemäß Anleitung und entferne dann diesen Hinweis.
10. ↑  Fête de la Musique Neustrelitz. Stadtverwaltung, abgerufen am 13. Mai 2023.
11. ↑  Fête de la Musique in Wien
12. ↑  Innsbruck singt mit bei der Fête de la Musique.
13. ↑  Website Musikfest in der Schweiz
14. ↑  ADCEP France und Fête de la Musique Deutschland: Download General Agreement. In: Fête de la Musique Deutschland. Fête de la Musique Deutschland, 2018   (deutsch).